# Sanok
Sanok, tidigare Sjanik (från ukrainska: Cянік), är en stad i vojvodskapet Podkarpacie i sydöstra Polen, vid foten av Karpaterna, cirka 35 kilometer från gränsen mot Slovakien. Staden har omkring 40 000 invånare. Sanok är känt för sin busstillverkning.
Staden ligger vid floden San och är huvudort i regionen Bieszczady. Sanok fick stadsrättigheter år 1339. Den har traditionellt varit Galiziens huvudstad.

## Historik
Staden grundades, enligt Galizien, år 1339 av furst Boleslaus Georg Trojden. 
Sanok har i tur och ordning tillhört Kievriket, Polen-Litauen, Österrike-Ungern, och idag Polen.  Staden erövrades tillfälligt och plundrades av svenska trupper år 1704 (Magnus Stenbock).

## Sport
- KH Sanok hockeyclub [1]

## Vänorter
- Östersund,
- Cestas,
- Fürstenwalde,

## Galleri

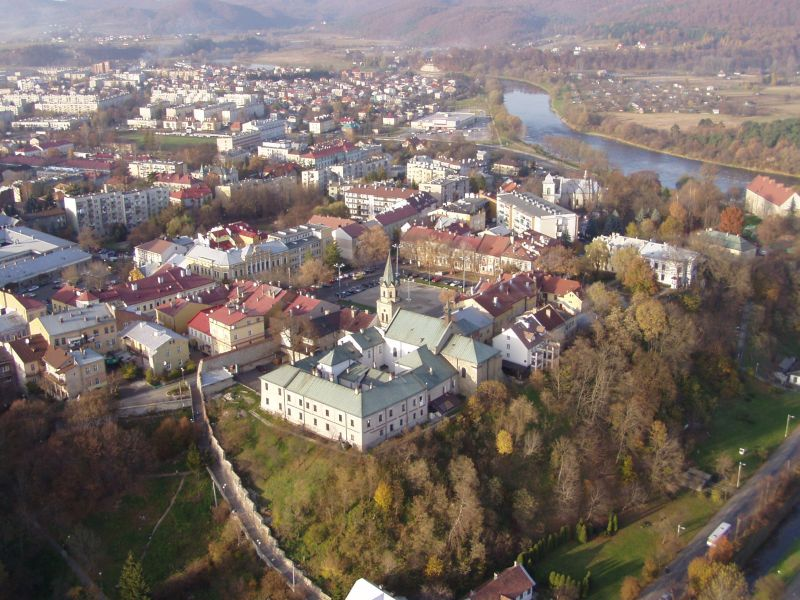
Panorama över Sanok
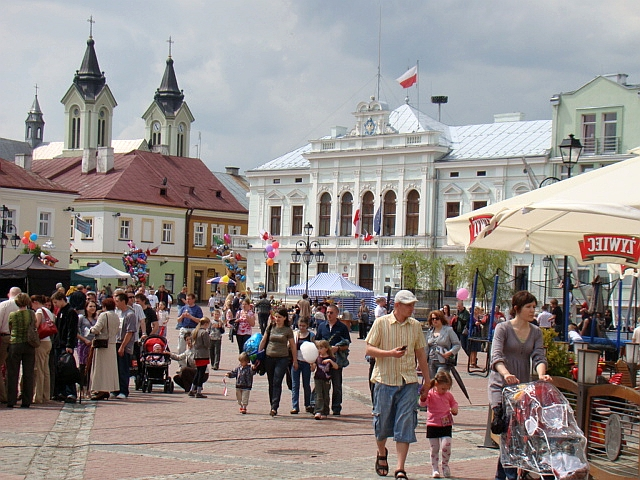
Stadshuset vid Rynek - "stora torget"
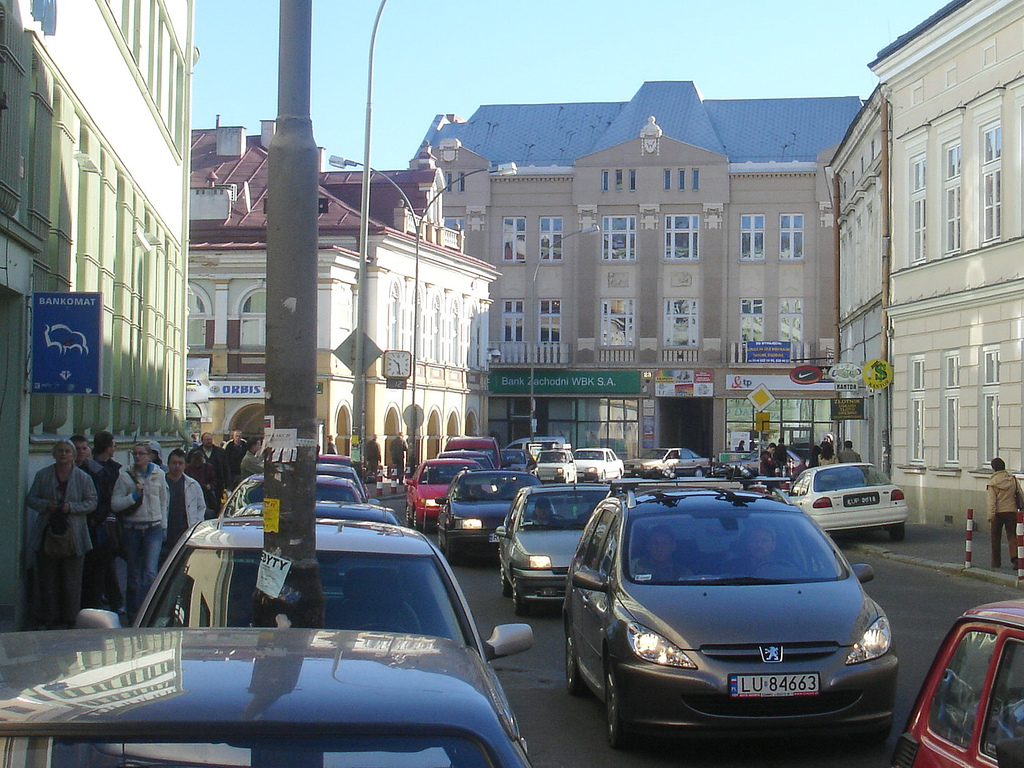
Gen. Tadeusz Kościuszko gate 2008

## Personer med anknytning till Sanok

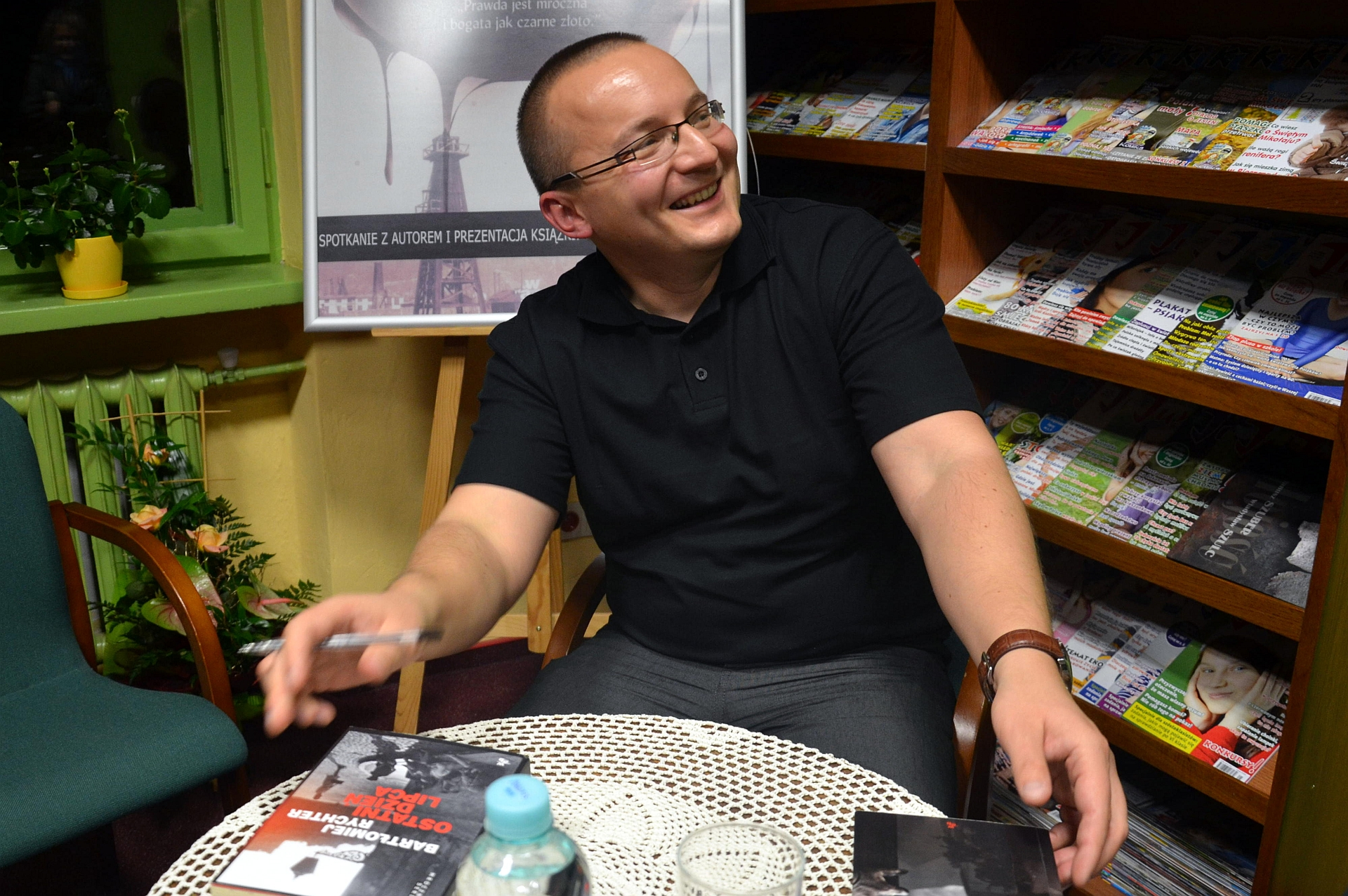
Bartłomiej Rychter deckarförfattare (2013)
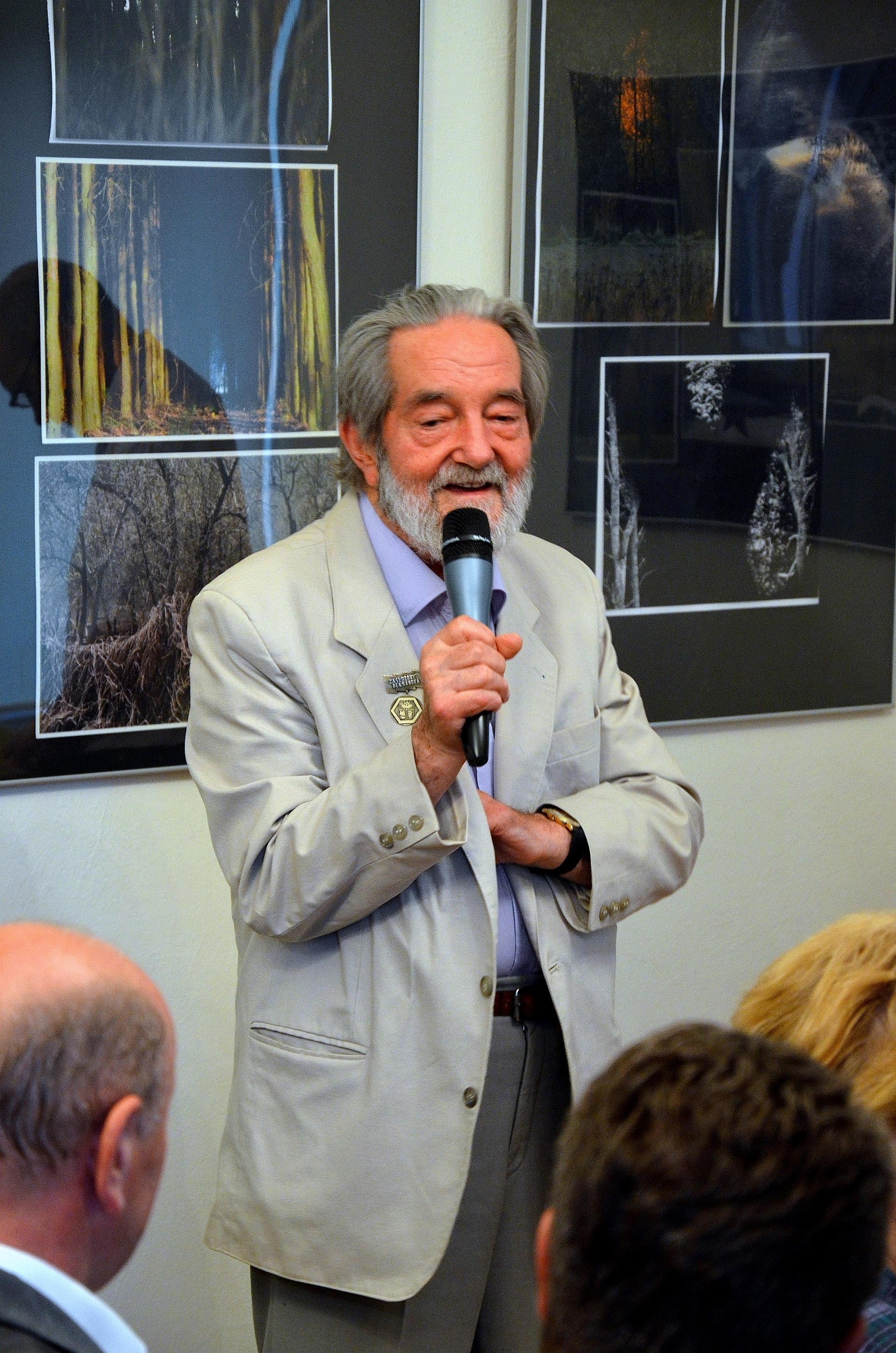
Władysław Szulc målare och fotograf (2013)
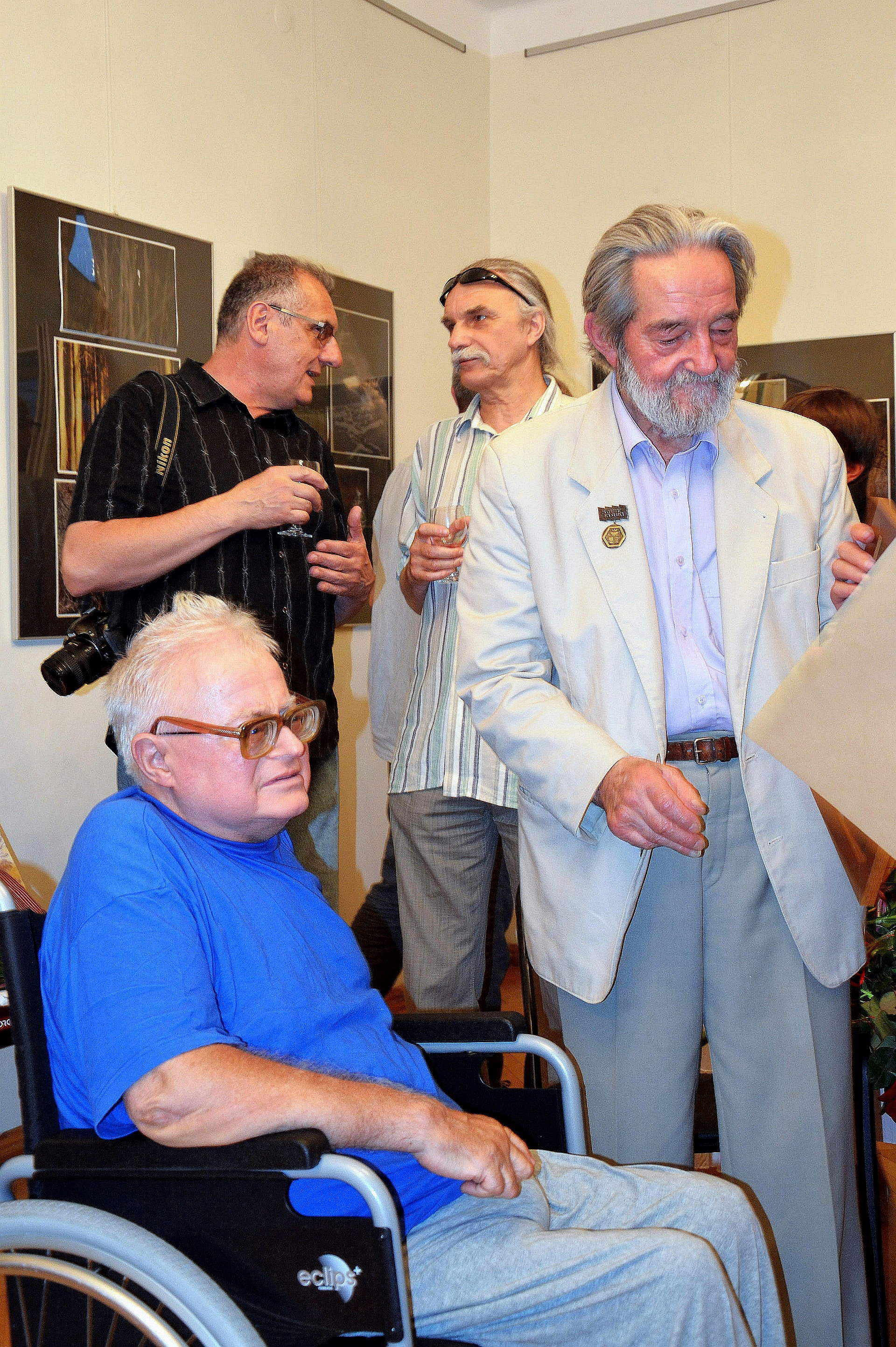
Janusz Szuber poet och romanförfattare (2013)

- Zdzisław Beksiński (1929-2005) [2]

## Kultur och nöjesliv

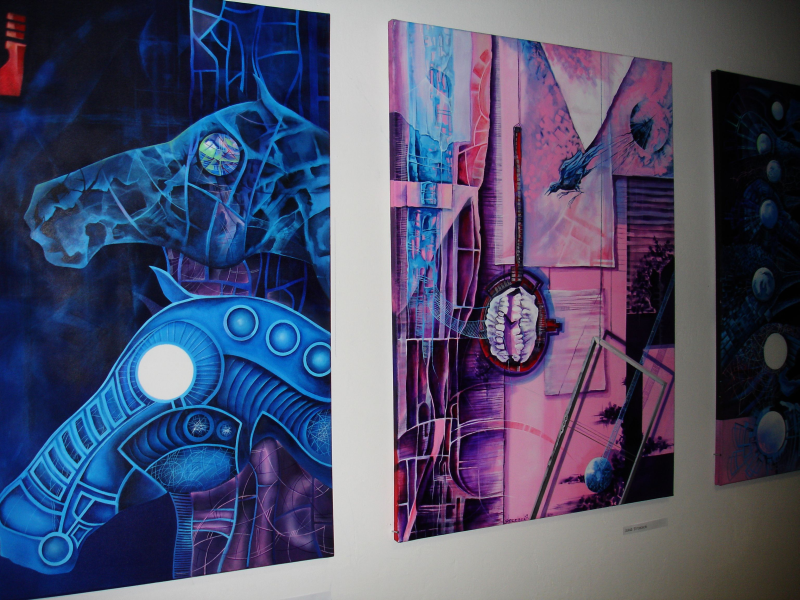
Galeria BWA
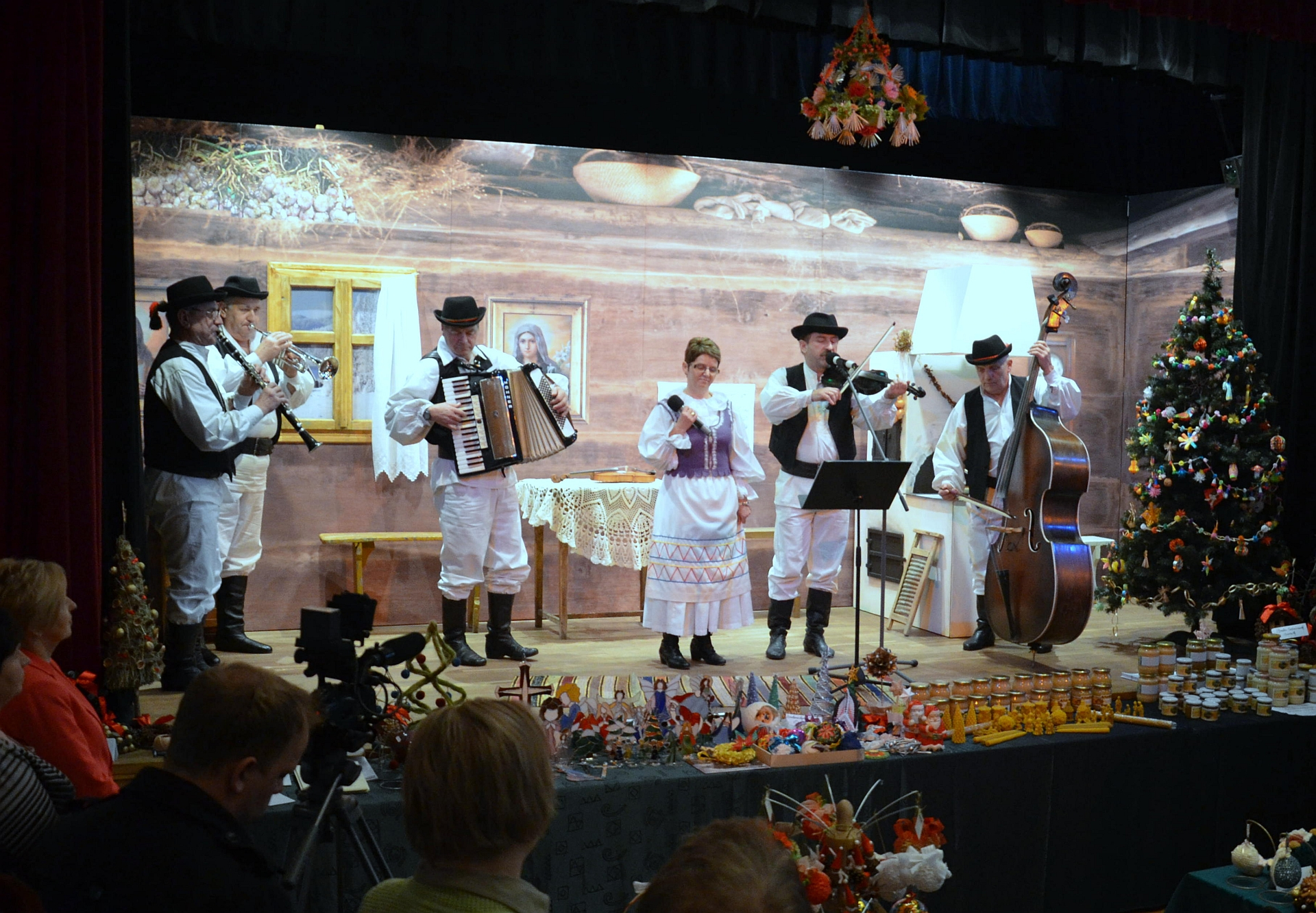
Band Kamraty
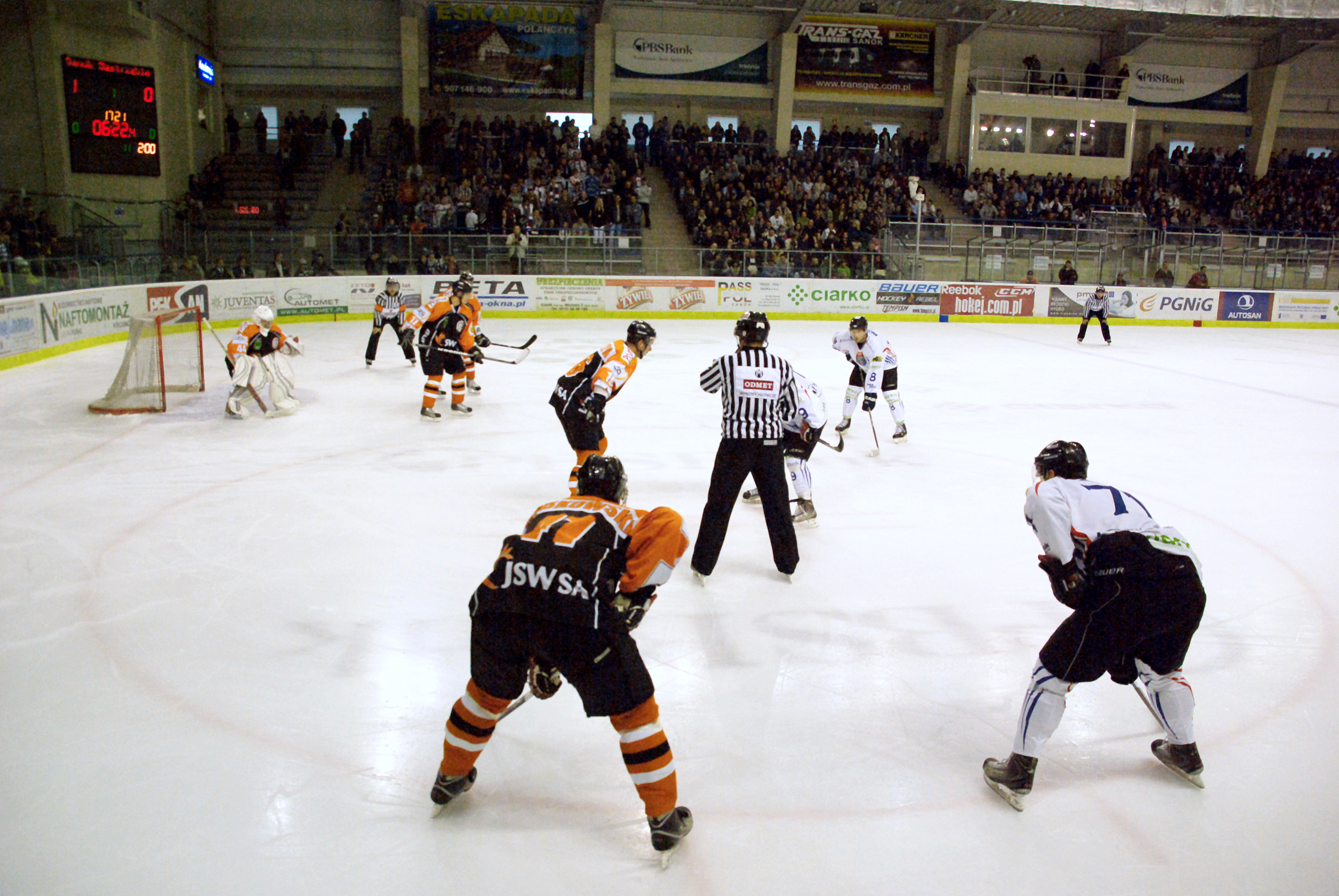
Arena Sanok